# Herz-Jesu-Kirche (Bozen)

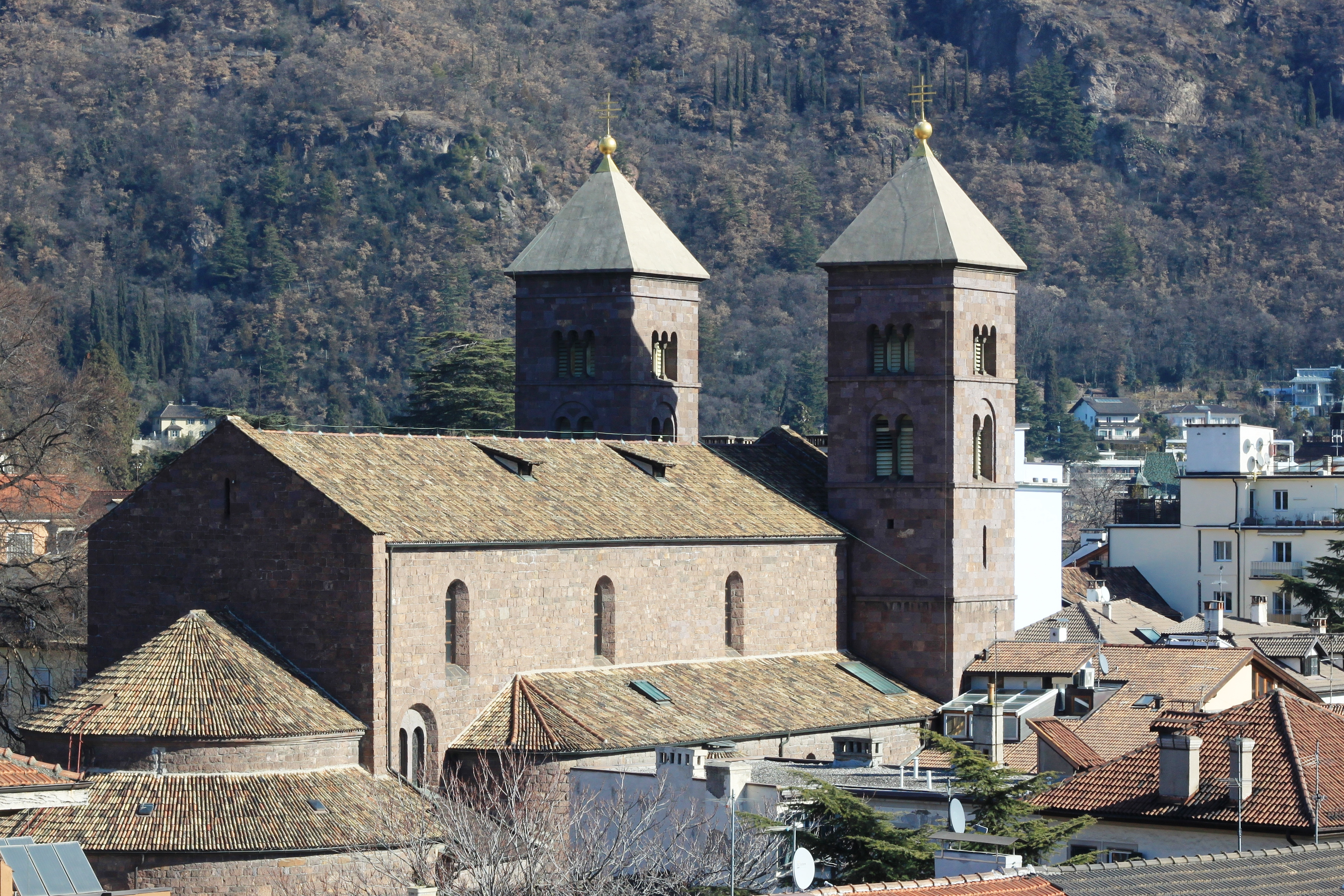
Die Herz-Jesu-Kirche, von Südwesten gesehen

Die Herz-Jesu-Kirche ist eine römisch-katholische Kirche in der Südtiroler Landeshauptstadt Bozen. Sie befindet sich in der Rauschertorgasse 6 im Stadtteil Zentrum-Bozner Boden-Rentsch und ist dem Heiligsten Herzen Jesu geweiht.

## Geschichte
Die baulich mit dem benachbarten Ansitz Stillendorf verbundene Herz-Jesu-Kirche wurde vom Orden der Eucharistiner aus Anlass des hundertjährigen Jubiläums der Weihe des Landes Tirol an das Heiligste Herz Jesu (1796) und des fünfzigjährigen Regierungsjubiläums von Kaiser Franz Joseph I. in den Jahren 1897–1899 errichtet. Es war dies die erste Kirche der Eucharistiner im deutschsprachigen Raum, die im Herbst 1897 auf Vermittlung der Familie Zallinger-Stillendorf nach Bozen gekommen waren. Die Grundsteinlegung fand am 25. Juni 1897 durch Abt Ambros II. von Muri-Gries statt; der Kaiser übernahm 1898 die Schirmherrschaft über die Kirche, die er auch zweimal besuchte. 

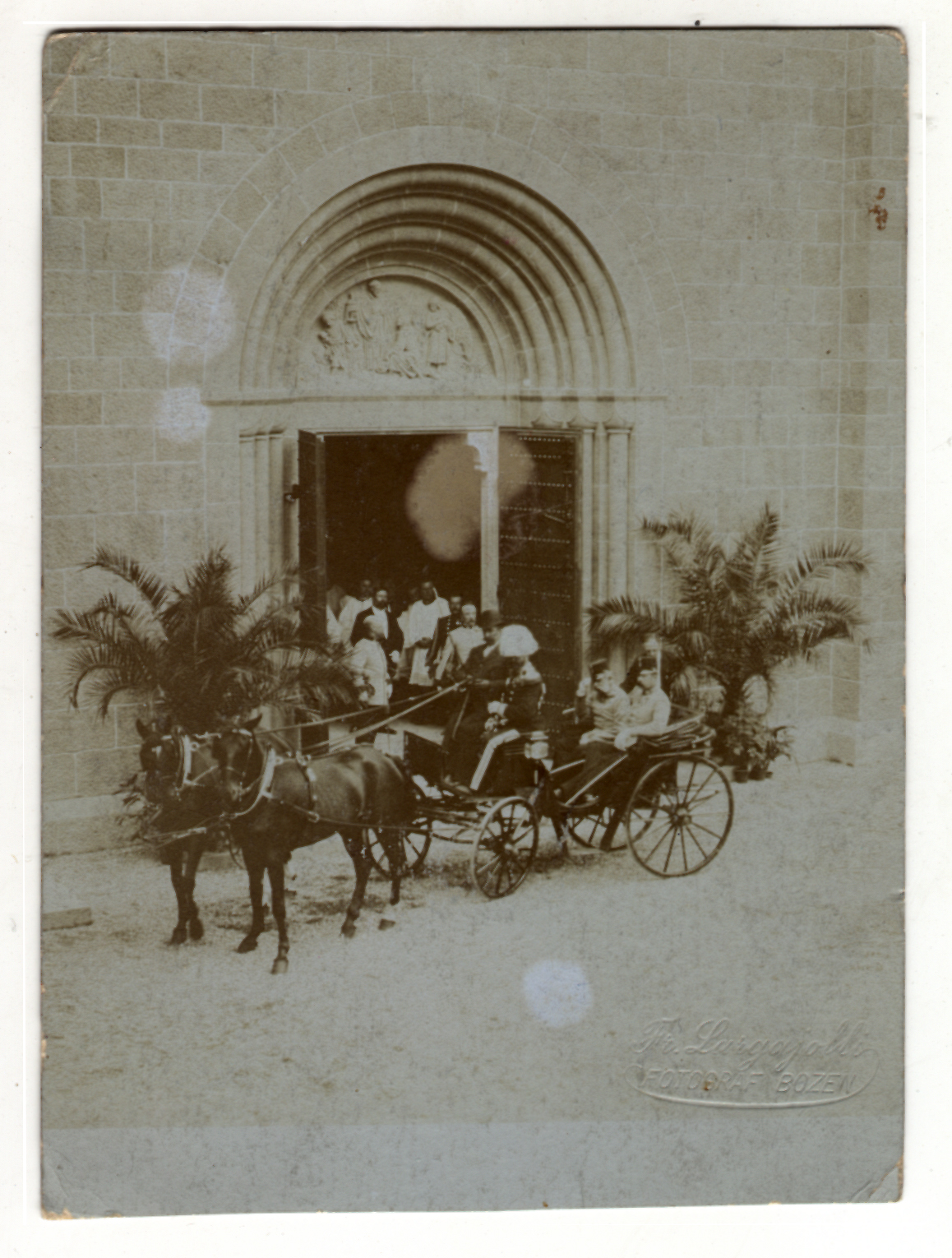
Besuch Kaiser Franz Josephs und Erzherzog Franz Ferdinands

Im Kircheninneren ist er über der Apsis dargestellt. Architekt der Kirche war Johann Bittner, der auch 1900/01 westlich der Kirche an der Sparkassenstraße die Michaelsburg als Kloster für die Eucharistiner schuf. Bei der Einweihung der Kirche am 9. Juni 1899 durch Fürstbischof Eugen Karl Valussi von Trient war auch der österreichische Thronfolger Erzherzog Franz Ferdinand anwesend. Vor dem Ersten Weltkrieg diente die Herz-Jesu-Kirche als Garnisonskirche der k.u.k. Kaiserjäger. Da im Zweiten Weltkrieg alle größeren Kirchen Bozens durch die insgesamt 13 Fliegerangriffe der Alliierten schwer beschädigt worden waren, diente die Herz-Jesu-Kirche, die als einzige verschont blieb, zwischen 1944 und 1950 der Dompfarre als Gottesdienstkirche. Sie steht seit 1982 unter Denkmalschutz.

## Kirchenbeschreibung

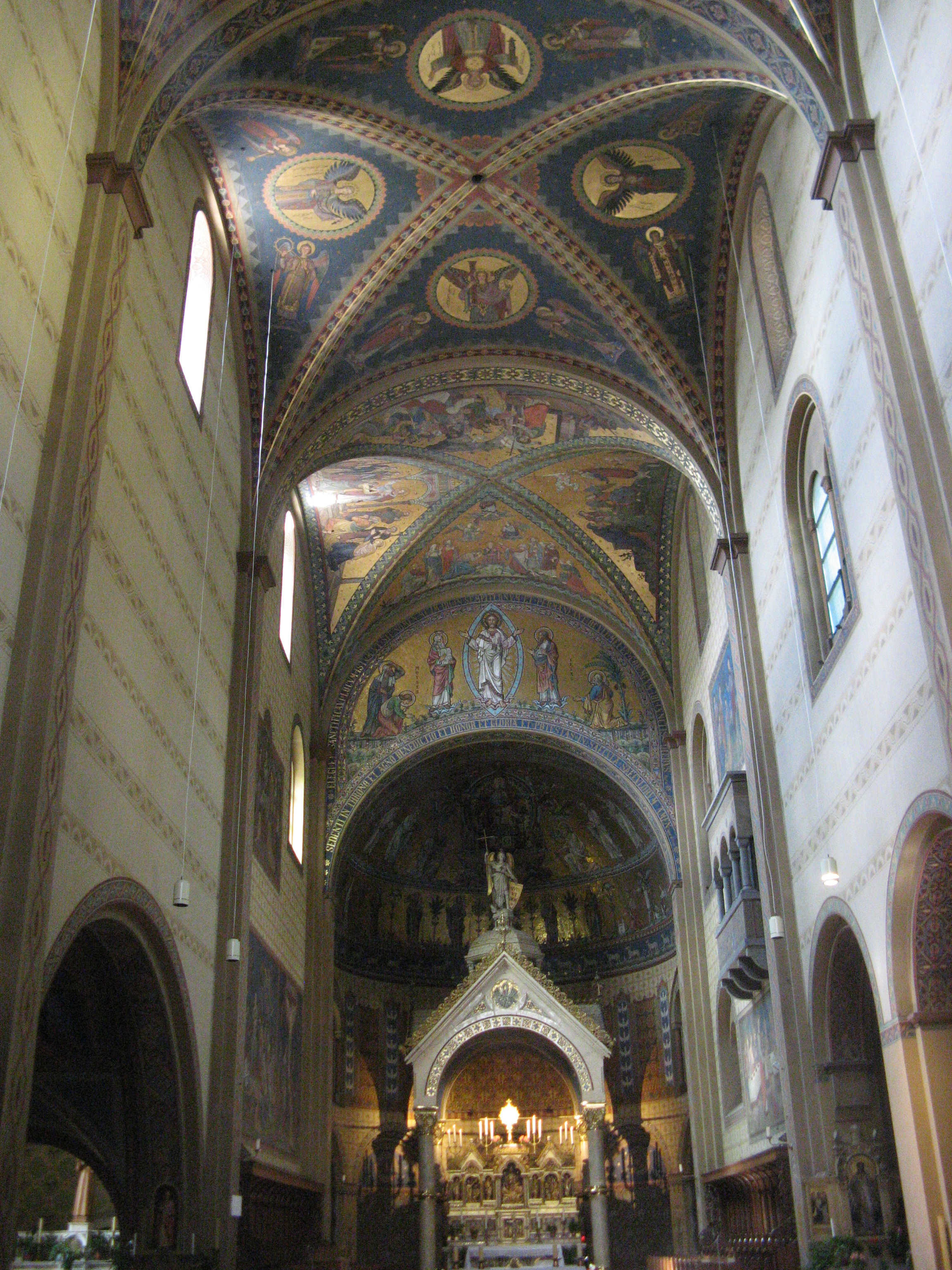
Mosaikgeschmückter Chorraum

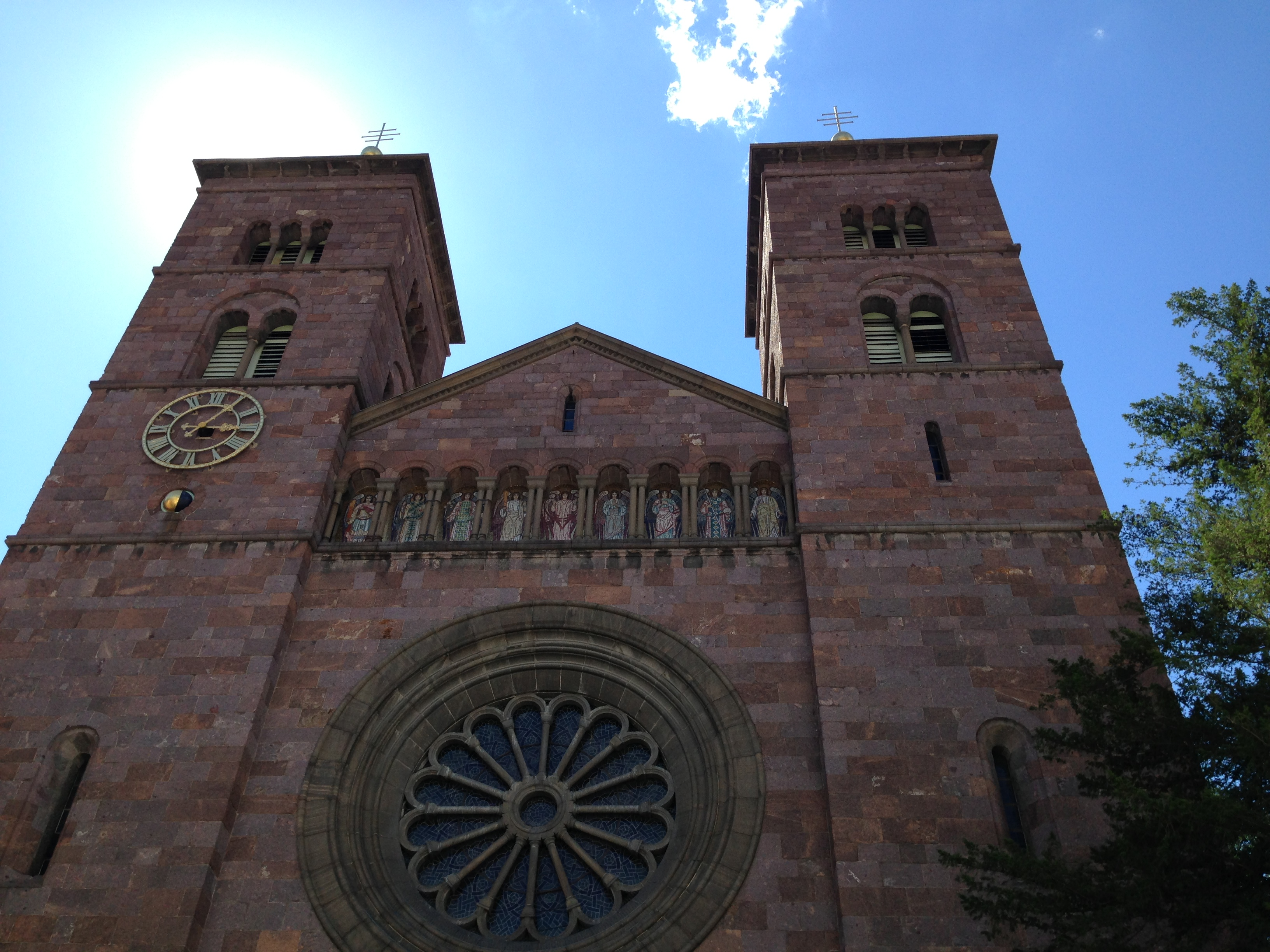
Fassade

Die Kirche wurde im neuromanischen Stil aus rötlich-violetten Porphyrsteinen als Basilika mit einer Doppelturmfassade geschaffen. An dieser befindet sich eine sechzehnteilige Rosette, ein Mosaik von Ignaz Stolz in der Fassadengalerie, die Neun Chöre der Engel darstellend, und im Tympanon des Rundbogentores ein Relief mit dem Bild Rudolf von Habsburgs von Alois Winkler. An einem der beiden 40 Meter hohen Türme ist eine Uhr und darunter die halb vergoldete, halb blaue Kugel des Mondes, die sich mit den Mondphasen dreht. Die sieben Glocken stammen von der Firma Colbacchini aus Trient; die größte davon wiegt 3071 kg.
Die dreischiffige Kirche mit Kreuzgratgewölbe ist 50 Meter lang sowie jeweils 20 Meter breit und hoch. Sie weist im Inneren ein reichhaltiges Bildprogramm auf. Die Dekorationsmalereien stammen von Ignaz Stolz, während die Deckengemälde und Wandbilder im nazarenischen Stil nach Entwürfen von Josef Schmid von Jonas Ranter in den Jahren 1905–1910 geschaffen wurden. Sie stellen im Chor links die Anbetung des neugeborenen Christkindes, den Tod Christi am Kreuz und die Herabkunft des Heiligen  Geistes, rechts das Letzte Abendmahl und die Aussendung der Apostel dar. Die Deckengemälde zeigen unter der Empore König David und Melchisedech sowie die Propheten Maleachi und Sacharja, über der Orgel die Heiligen Pierre Julien Eymard, Paschalis Baylon, Aloisius von Gonzaga und wiederum König David, im 2. Joch die vier Evangelisten mit ihren Symbolen, im 3. Joch vier Engel und über dem Chor den auferstandenen Christus in der Vorhölle und seine Himmelfahrt. Mosaike zieren die Apsis an der Stirnfront mit der Verklärung auf dem Berge Tabor (90 m²) und in der Konche mit der Anbetung des Lammes und der Dreifaltigkeit (184 m²). Über dem Hochaltar erhebt sich auf vier Säulen ein marmornes Ziborium mit der Statue des Erzengels Michael. Die Statuen an den Seitenaltären stammen alle von Tiroler Künstlern. Hervorgehoben ist der Marienaltar mit der Figur Unserer lieben Frau vom Heiligsten Sakrament von Alois Winkler vor dem dekorativen Wandbild des Lebensbaums. Die Kreuzwegbilder wurden von Jonas Ranter 1907–09 geschaffen, ein Kruzifix an der linken Seitenwand stammt aus der Schule Pendls. Die Orgel auf der Empore der Firma Orgelbau Pirchner aus dem Jahr 1977 hat 20 klingende Register, zwei Manuale und Pedal.